# Thailand Open 2024
Il Thailand Open 2024 è stato un torneo di tennis disputato sul cemento. È stata la 6ª edizione del torneo facente parte della categoria WTA 250 nell'ambito del WTA Tour 2024. Si è giocato alla True Arena Hua Hin di Hua Hin in Thailandia, dal 29 gennaio al 4 febbraio 2024.

## Partecipanti al singolare

### Teste di serie
| Nazionalità | Giocatrice                | Ranking* | Testa di serie |
| ----------- | ------------------------- | -------- | -------------- |
| Polonia     | Magda Linette             | 24       | 1              |
| Cina        | Zhu Lin                   | 32       | 2              |
| Cina        | Wang Xinyu                | 36       | 3              |
| Germania    | Tatjana Maria             | 42       | 4              |
| Cina        | Wang Xiyu                 | 60       | 5              |
| Cina        | Yuan Yue                  | 61       | 6              |
| Kazakistan  | Julija Putinceva          | 64       | 7              |
| Slovacchia  | Anna Karolína Schmiedlová | 68       | 8              |

* Ranking al 15 gennaio 2024.

### Altre partecipanti
Le seguenti giocatrici hanno ricevuto una Wild card per il tabellone principale:
- Thasaporn Naklo
- Lanlana Tararudee
- Ajla Tomljanović

La seguente giocatrice è entrata in tabellone utilizzando il ranking protetto:
- Wang Qiang

Le seguenti giocatrici sono passate dalle qualificazioni:

- Dalma Gálfi
- Arianne Hartono
- Mai Hontama
- Alina Korneeva
- Chloé Paquet
- Taylah Preston

La seguente giocatrice è entrata in tabellone come lucky loser:
- Anastasija Tichonova

### Ritiri
Prima del torneo
- Claire Liu → sostituita da  Anastasija Tichonova
- Diane Parry → sostituita da  Wang Yafan
- Arantxa Rus → sostituita da  Kamilla Rachimova
- Mayar Sherif → sostituita da  Wang Qiang
- Laura Siegemund → sostituita da  Katie Volynets
- Ajla Tomljanović → sostituita da  Claire Liu
- Viktorija Tomova → sostituita da  Diana Šnaider

## Partecipanti al doppio

### Teste di serie
| Nazionalità | Giocatrice         | Nazionalità | Giocatrice        | Ranking* | Testa di serie |
| ----------- | ------------------ | ----------- | ----------------- | -------- | -------------- |
| Giappone    | Miyu Katō          | Indonesia   | Aldila Sutjiadi   | 54       | 1              |
| Cina        | Guo Hanyu          | Cina        | Jiang Xinyu       | 132      | 2              |
| Italia      | Angelica Moratelli | Italia      | Camilla Rosatello | 166      | 3              |
| Paesi Bassi | Bibiane Schoofs    | Rep. Ceca   | Anna Sisková      | 169      | 4              |

* Ranking al 15 gennaio 2024.

### Altre partecipanti
Le seguenti coppie di giocatrici hanno ricevuto una wild card per il tabellone principale:
- Liang En-shuo /  Lanlana Tararudee
- Thasaporn Naklo /  Salakthip Ounmuang

La seguente coppia di giocatrici è entrata in tabellone utilizzando il ranking protetto:
- Wang Xinyu /  Zheng Saisai

La seguente coppia di giocatrici è subentrata in tabellone come alternate:
- Kimberly Birrell /  Dalma Gálfi

### Ritiri
Prima del torneo
- Wang Xinyu /  Zheng Saisai → sostituite da  Kimberly Birrell /  Dalma Gálfi

## Punti
| Evento    | V   | F   | SF | QF | 2T   | 1T | Q    | Q2   | Q1   |
| Singolare | 250 | 163 | 98 | 54 | 30   | 1  | 18   | 12   | 1    |
| Doppio    | 250 | 163 | 98 | 54 | N.D. | 1  | N.D. | N.D. | N.D. |

## Montepremi
| Evento    | V       | F       | SF      | QF     | 2T     | 1T     | Q2     | Q1     |
| Singolare | 35 250$ | 20 830$ | 11 610$ | 6 608$ | 4 040$ | 2 890$ | 2 140$ | 1 380$ |
| Doppio*   | 12 820$ | 7 210$  | 4 140$  | 2 470$ | N.D.   | 1 900$ | N.D.   | N.D.   |

* per team

## Campionesse

### Singolare
Diana Šnajder ha sconfitto in finale  Zhu Lin col punteggio di 6-3, 2-6, 6-1.
- È il primo titolo in carriera per Šnajder.

### Doppio
Miyu Katō /  Aldila Sutjiadi hanno sconfitto in finale  Guo Hanyu /  Jiang Xinyu con il punteggio di 6-4, 1-6, [10-7].